# Bulbophyllum josephi
Bulbophyllum josephi é uma espécie de orquídea (família Orchidaceae) pertencente ao gênero Bulbophyllum. Foi descrita por Carl Ernst Otto Kuntze e Victor Samuel Summerhayes em 1945.